# Universidad del Valle
La Universidad del Valle, comúnmente conocida como Univalle, es una universidad pública colombiana ubicada en el Valle del Cauca. Es considerada la principal institución de educación superior del suroccidente del país. Cuenta con Acreditación Institucional de Alta Calidad del Ministerio de Educación, la cual le fue otorgada por primera vez en 2005 por un período de ocho años, renovada en 2014 por diez años,siendo renovada por segunda vez en 2024por un periodo de diez años, el máximo tiempo que se le concede a las instituciones de educación superior en Colombia, una distinción que comparte únicamente con la Universidad Nacional y la Universidad de Antioquia. Diferentes rankings la catalogan como el mayor centro de investigación del suroccidente colombiano y uno de los más importantes del país.
Su campus principal se encuentra en Cali y cuenta con sedes regionales en el Valle y en el norte del Cauca. En todas sus sedes cuenta con más de 30.000 estudiantes de los cuales alrededor del 85% son de pregrado y el resto de postgrado. Los pregrados incluyen programas de formación tecnológica y profesional. Los postgrados incluyen especializaciones, maestrías, especialidades clínicas y doctorados.
A nivel regional y del suroccidente colombiano, la Universidad del Valle es líder en el campo académico e investigativo. Incluyendo todas las sedes, la universidad ofrece 373 programas académicos de los cuales 211 son de pregrado y 162 de postgrado (2023). La universidad alberga 450 grupos de investigación entre los que se destacan el CINARA en recursos hídricos y el G7 en sismología del suroccidente colombiano. También hay grupos de investigación en inmunología, nuevos materiales, películas delgadas, y síntesis de compuestos químicos.
En las sedes de Cali la universidad cuenta con 997 profesores nombrados, de los cuales el 59% tienen doctorado, el 37% maestría y especialidades clínicas, el 2% especialización y un 2% sólo pregrado.También cuenta con 45 docentes ocasionales y hora cátedra, tanto en tiempo completo como parcial.
Internacionalmente la Universidad del Valle tiene convenios con varias organizaciones de distinta índole.

## Historia

### Antecedentes y creación

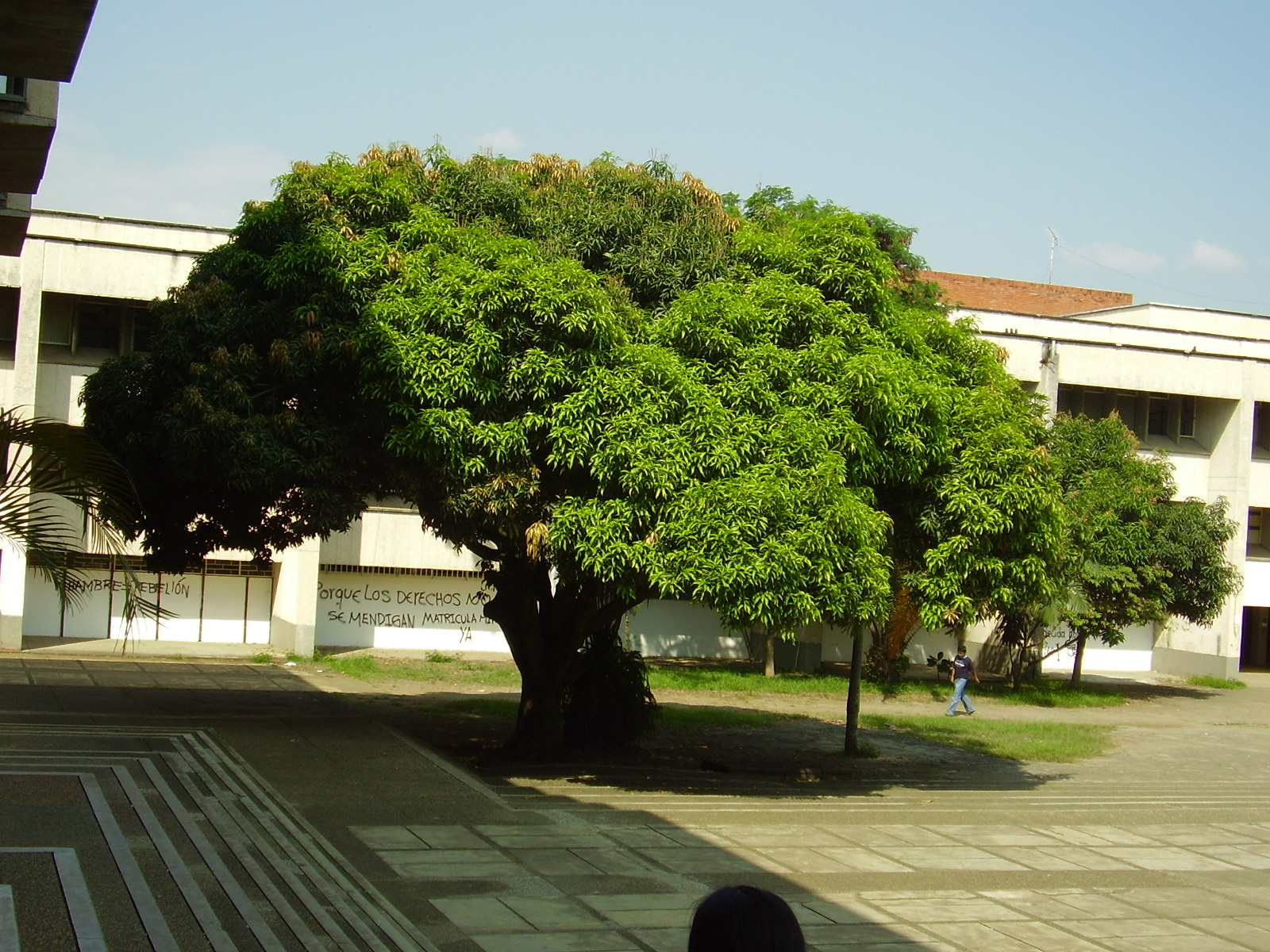
Entre la Biblioteca Mario Carvajal y la Facultad de Ciencias.

Desde finales del siglo XIX los caleños soñaban en convertir el Colegio Republicano de Santa Librada en una institución tecnológica, idea que se postergó ante la falta de condiciones y recursos. El departamento del Valle del Cauca contaba hasta 1945 con dos centros que impartían formación en agricultura: la Estación Agrícola Experimental de Palmira fundada en 1928 y la Escuela Superior de Agricultura Tropical de Cali que había sido establecida en 1934. También existía desde 1920 la Escuela de Enfermería.
A comienzos de 1945 la Gobernación del Valle convierte a la Escuela Superior de Agricultura en Facultad de Agronomía y la autoriza para expedir el título de Ingeniero Agrónomo. Así, para 1945 el departamento del Valle del Cauca tenía asegurado su futuro como potencia agrícola, sin embargo la creación de centros educativos a nivel tecnológico y universitario era una necesidad para su desarrollo industrial.
La inversión de capital nacional y extranjero que se daba desde 1930 en Cali y el Valle impulsó el desarrollo industrial de la región, pero exigía de material humano calificado para su sostenibilidad y futuro desarrollo. Es así como surge la idea de la creación del Instituto Técnico Industrial Antonio José Camacho de Cali, y posteriormente de la Universidad Industrial del Valle y la Estación Agrícola Experimental de Palmira.
La idea original de crear una universidad fue de Tulio Ramírez quien en 1945 ejercía como rector del Instituto Técnico Industrial Antonio José Camacho. Por su parte, la Cámara de Comercio de Cali había solicitado a la Asamblea del Valle que estudiase la creación de una Facultad de enseñanza Comercial e Industrial. Finalmente, el 11 de junio de 1945 la Asamblea Departamental ordenó la creación de la Universidad Industrial del Valle.

### Los inicios

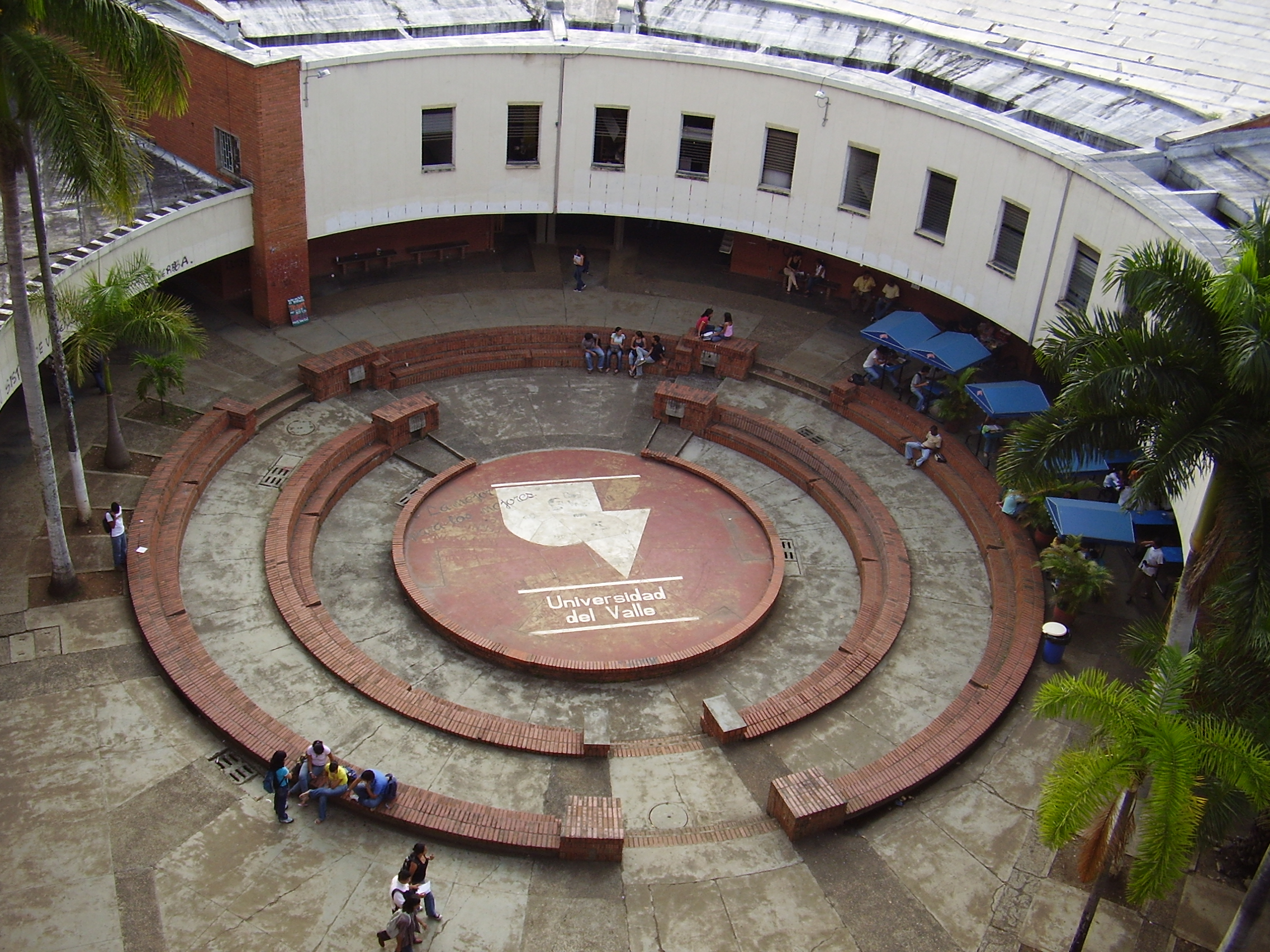
Plazoleta Ingenierías, Sede Meléndez.

Con Tulio Ramírez como primer rector, la Universidad Industrial del Valle empezó labores el lunes 29 de octubre de 1945 en el claustro del Colegio Republicano de Santa Librada. Inicialmente contó con la Escuela de Comercio Superior y Administración de Negocios, la Escuela de Enfermería y la Facultad de Agronomía.
En los 4 años siguientes la universidad creó nuevas facultades. En 1946 se crea la Facultad de Química Industrial, la primera facultad con vocación científica, en el siguiente año 1947 se establecen las Facultades de Arquitectura y de Ingeniería Eléctrica. En 1948 se cierra la Escuela de Enfermería y en 1949 la Facultad de Ingeniería Química reemplaza a la de Química Industrial.
En 1950 la universidad tuvo un receso en su crecimiento y entró en su primera crisis, causada por cambios en las políticas del gobierno de turno. El nuevo rector Carlos Arturo Cabal sorteó la difícil situación favorablemente. De gran importancia para la región fue la creación de la Facultad de Medicina, la cual fue creada en 1950 y empezó labores en 1951, lo cual impulsó que se reabriera la Escuela de Enfermería en 1952. Desde que empezó a funcionar, la Facultad de Medicina tuvo el apoyo de la Fundación Rockefeller.
La universidad continuaba con su proceso de transformación y crecimiento. La Facultad de Ingeniería Eléctrica se transforma en Facultad de Ingeniería Electromecánica en 1953. El crecimiento de la universidad demandaba la construcción de instalaciones para su pleno funcionamiento, pues el claustro de Santa Librada empezaba a ser insuficiente. En 1954 se empieza la construcción de los edificios de la Sede de San Fernando, que albergarían las Facultades de Medicina y Arquitectura y la Escuela de Enfermería. Este mismo año la Universidad Industrial del Valle cambia su nombre a Universidad del Valle, y se crean los Consejos Académico y Administrativo.
En 1955 comenzaron los estudios de posgrado, cuando la Universidad abrió la Escuela de Graduados de Medicina. Ese mismo año inicia labores el Departamento de Publicaciones tras la iniciativa del rector Mario Carvajal.
La Facultad de Economía se establece en 1959, en 1960 la Escuela de Comunicaciones, y la Facultad de Ingeniería sanitaria en 1961.

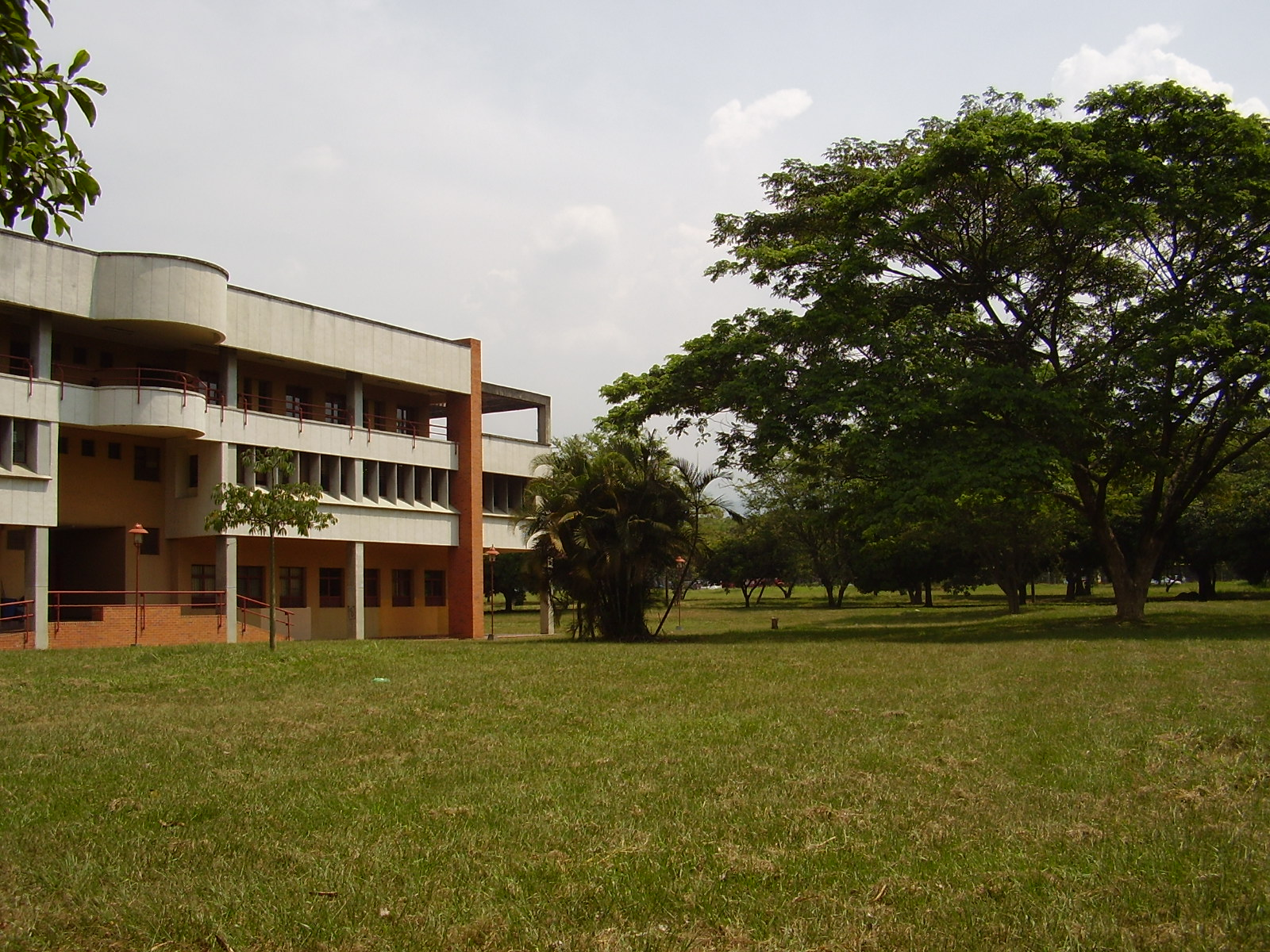
Edificio de la escuela de música.

La Universidad empieza el plan de mejorar sus instalaciones y de convertirse en una institución regional, la creación de la Oficina de Planeación Universitaria en 1962 fue el primer paso en esta dirección. Este mismo año los hermanos Garcés donan un lote de 1 km² en el sector de Meléndez. Con dineros de un préstamo del BID se empieza la adecuación de los terrenos y construcción de la Ciudad Universitaria Meléndez. La sostenibilidad financiera en esta etapa se logró con los dineros que provenían de la estampilla pro Universidad del Valle, que se estampaba en muchos documentos de trámites oficiales del departamento; también se logró un porcentaje del impuesto de valorización por la construcción de la sede.
En 1963 la universidad abre la Escuela de Técnicos de Laboratorio Químico. En 1964 la universidad implanta la división de las facultades en divisiones, ese mismo año se crean la División de Humanidades y de Educación, y todas las Facultades se convirtieron igualmente en las Divisiones de Ingeniería, Ciencias Económicas, Arquitectura y Salud. La Escuela de Administración de Empresas se abrió en la Facultad de Economía en 1965.

## Sedes

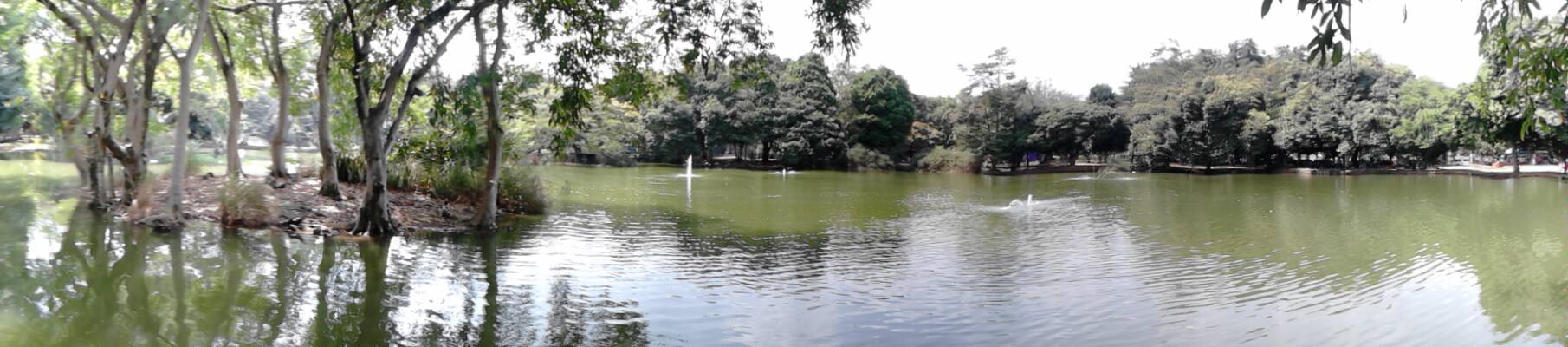
Lago artificial en la Ciudad Universitaria Meléndez

### Campus universitarios en Cali
La Universidad del Valle cuenta con dos campus en la ciudad de Cali, las cuales son:

#### Ciudad Universitaria Meléndez

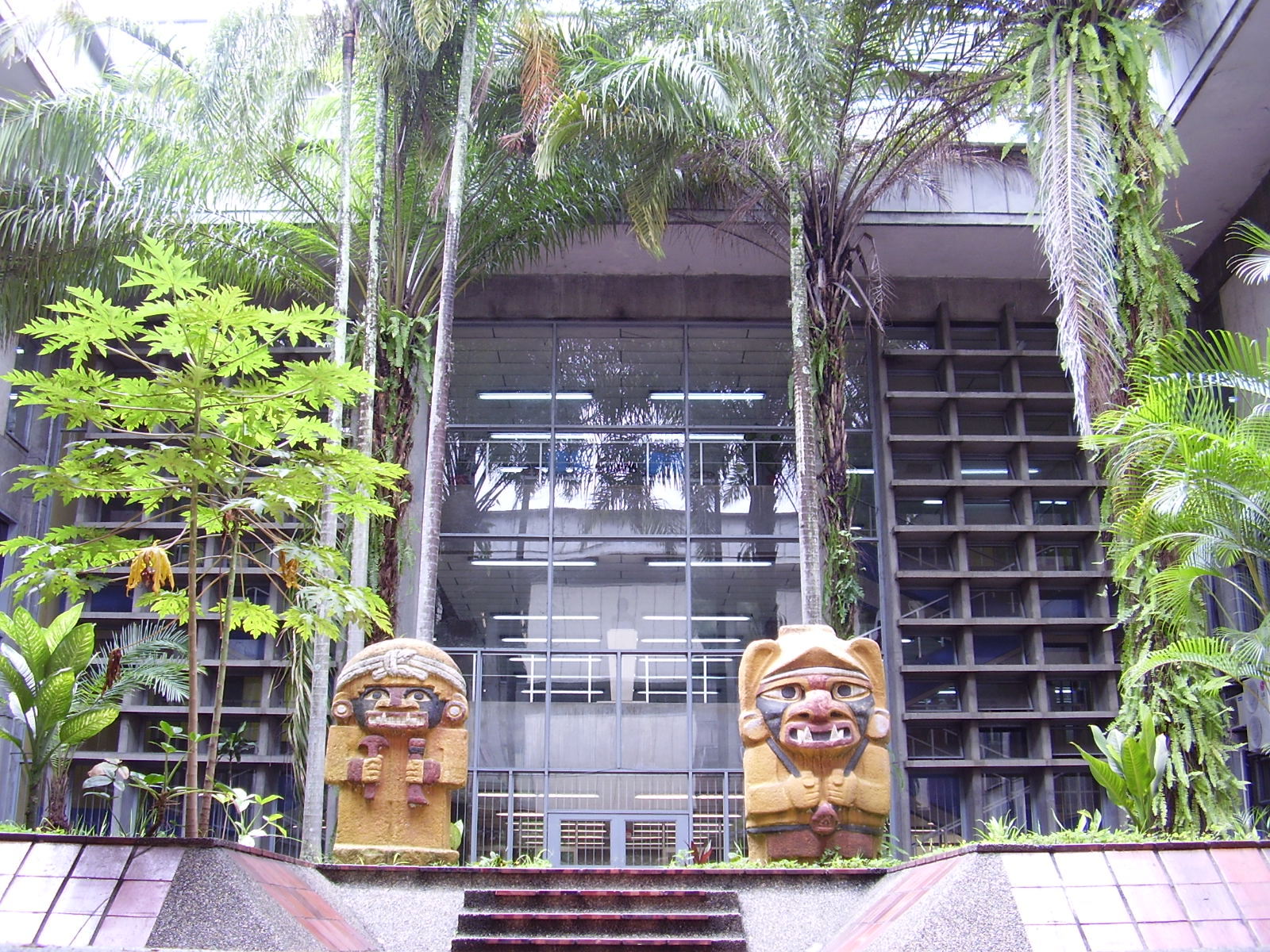
Plazoleta y Biblioteca.

La Ciudad Universitaria, ubicada en la Carrera 100 con Calle 13, es uno de los campus universitarios más grandes de Colombia con una extensión de 1000 m² lo cual lo convierte en el segundo campus universitario más grande del país después del campus principal de la Universidad Nacional en Bogotá, de los cuales una gran parte pertenece a áreas verdes y espacios abiertos. El terreno fue donado por los hijos de don Jorge Garcés Borrero. En ella se encuentra ubicada la Administración Central de la Universidad del Valle, 8 facultades y la Biblioteca Mario Carvajal.
Facultades, Escuelas, Departamentos y Pregrados
| Escuela/Departamento                      | Escuela/Departamento                          | Programas                        |
| ----------------------------------------- | --------------------------------------------- | -------------------------------- |
| Departamento de Diseño                    | Departamento de Diseño                        | Diseño Gráfico                   |
| Departamento de Diseño                    | Departamento de Diseño                        | Diseño Industrial                |
| Departamento de Artes Escénicas           | Departamento de Artes Escénicas               | Licenciatura en Arte Dramático   |
| Departamento de Artes Escénicas           | Departamento de Artes Escénicas               | Licenciatura en Danza            |
| Departamento de Artes Visuales y Estética | Departamento de Artes Visuales y Estética     | Licenciatura en Artes Visuales   |
| Escuela de Comunicación Social            | Escuela de Comunicación Social                | Comunicación Social – Periodismo |
| Escuela de Música                         | Escuela de Música                             | Música                           |
| Escuela de Música                         | Escuela de Música                             | Licenciatura en Música           |
| Escuela de Arquitectura                   | Departamento de Proyectos                     | Arquitectura                     |
| Escuela de Arquitectura                   | Departamento de Tecnología de la Construcción | Construcción                     |

| Escuela/Departamento        | Programas                                    |
| --------------------------- | -------------------------------------------- |
| Departamento de Biología    | Biología                                     |
| Departamento de Física      | Física                                       |
| Departamento de Física      | Agroindustria                                |
| Departamento de Matemáticas | Matemáticas                                  |
| Departamento de Química     | Química                                      |
| Departamento de Química     | Tecnología en Análisis y Laboratorio Químico |

| Escuela/Departamento              | Programas  |
| --------------------------------- | ---------- |
| Departamento de Ciencias Sociales | Sociología |
| Departamento de Economía          | Economía   |

| Escuela/Departamento                          |                                                | Programas                                                         |
| --------------------------------------------- | ---------------------------------------------- | ----------------------------------------------------------------- |
| Escuela de Ciencias del Lenguaje              | Departamento de Lenguas y Culturas Extranjeras | Licenciatura en Lenguas Extranjeras (Inglés-Francés)              |
| Escuela de Ciencias del Lenguaje              | Departamento de Lenguas y Culturas Extranjeras | Interpretación para Sordos y Guía-Interpretación para Sordociegos |
| Escuela de Ciencias del Lenguaje              | Departamento de Lingüística y Filología        | Licenciatura en Español y Filología                               |
| Escuela de Estudios Literarios                | Escuela de Estudios Literarios                 | Licenciatura en Literatura                                        |
| Escuela de Trabajo Social y Desarrollo Humano | Escuela de Trabajo Social y Desarrollo Humano  | Trabajo Social                                                    |
| Departamento de Geografía                     | Departamento de Geografía                      | Geografía                                                         |
| Departamento de Geografía                     | Departamento de Geografía                      | Licenciatura en Ciencias Sociales                                 |
| Departamento de Historia                      | Departamento de Historia                       | Historia                                                          |
| Departamento de Historia                      | Departamento de Historia                       | Licenciatura en Historia                                          |
| Departamento de Filosofía                     | Departamento de Filosofía                      | Filosofía                                                         |
| Departamento de Filosofía                     | Departamento de Filosofía                      | Licenciatura en Filosofía                                         |

| Escuela/Departamento                                           | Programas                                             |
| -------------------------------------------------------------- | ----------------------------------------------------- |
| Escuela de Estadística                                         | Estadística                                           |
| Escuela de Ingeniería de Alimentos                             | Ingeniería de Alimentos                               |
| Escuela de Ingeniería de Alimentos                             | Tecnología de Procesamiento de Alimentos              |
| Escuela de Ingeniería Civil y Geomática                        | Ingeniería Civil                                      |
| Escuela de Ingeniería Civil y Geomática                        | Ingeniería Geomática                                  |
| Escuela de Ingeniería Eléctrica y Electrónica                  | Ingeniería Eléctrica                                  |
| Escuela de Ingeniería Eléctrica y Electrónica                  | Ingeniería Electrónica                                |
| Escuela de Ingeniería Eléctrica y Electrónica                  | Tecnología en Electrónica Industrial                  |
| Escuela de Ingeniería Industrial                               | Ingeniería Industrial                                 |
| Escuela de Ingeniería de Materiales                            | Ingeniería de Materiales                              |
| Escuela de Ingeniería Mecánica                                 | Ingeniería Mecánica                                   |
| Escuela de Ingeniería Química                                  | Ingeniería Química                                    |
| Escuela de Ingeniería de los Recursos Naturales y del Ambiente | Ingeniería Agrícola                                   |
| Escuela de Ingeniería de los Recursos Naturales y del Ambiente | Ingeniería Sanitaria y Ambiental                      |
| Escuela de Ingeniería de los Recursos Naturales y del Ambiente | Tecnología Agroambiental                              |
| Escuela de Ingeniería de los Recursos Naturales y del Ambiente | Tecnología en Ecología y Manejo Ambiental             |
| Escuela de Ingeniería de los Recursos Naturales y del Ambiente | Tecnología en Manejo y Conservación de Suelos y Aguas |
| Escuela de Ingeniería de Sistemas y Computación                | Ingeniería de Sistemas                                |
| Escuela de Ingeniería de Sistemas y Computación                | Tecnología en Desarrollo de Software                  |

| Escuela/Departamento                                                | Programas                                                |
| ------------------------------------------------------------------- | -------------------------------------------------------- |
| Escuela de Educación en Ciencias, Tecnologías y Culturas            | Licenciatura en Ciencias Naturales y Educación Ambiental |
| Escuela de Educación en Ciencias, Tecnologías y Culturas            | Licenciatura en Matemáticas                              |
| Escuela de Educación en Ciencias, Tecnologías y Culturas            | Licenciatura en Física                                   |
| Escuela de Educación, Cultura y Comunidad                           | Licenciatura en Educación Popular                        |
| Escuela de Educación, Cultura y Comunidad                           | Recreación                                               |
| Escuela de Educación y Pedagogía de las Ciencias Sociales y Humanas | Licenciatura en Educación Infantil                       |
| Departamento de Educación Física y Deporte                          | Licenciatura en Educación Física y Deporte               |

| Escuela/Departamento                                               | Programas        |
| ------------------------------------------------------------------ | ---------------- |
| Departamento de Ciencias del Desarrollo, Cognición y Neurociencias | Psicología       |
| Departamento de Estudios Psicosociales                             | Primera Infancia |

| Escuela/Departamento             | Programas                                     |
| -------------------------------- | --------------------------------------------- |
| Departamento de Ciencia Política | Estudios Políticos y Resolución de Conflictos |
| Departamento de Derecho          | Derecho                                       |

#### Sede San Fernando
Ubicada en la calle 4 A n.º 36-00, cerca del Hospital Universitario del Valle Evaristo García, en el sector de San Fernando. Cuenta con 2 facultades.
Facultades, Escuelas, Departamentos y Pregrados
| Escuela/Departamento                           | Escuela/Departamento                             | Programas                                                         |
| ---------------------------------------------- | ------------------------------------------------ | ----------------------------------------------------------------- |
| Escuela de Bacteriología y Laboratorio Clínico | Escuela de Bacteriología y Laboratorio Clínico   | Bacteriología y Laboratorio Clínico                               |
| Escuela de Enfermería                          | Escuela de Enfermería                            | Enfermería                                                        |
| Escuela de Medicina                            | Departamento de Cirugía General                  | Medicina y Cirugía                                                |
| Escuela de Medicina                            | Departamento de Patología                        | Medicina y Cirugía                                                |
| Escuela de Medicina                            | Departamento de Anestesiología                   | Medicina y Cirugía                                                |
| Escuela de Medicina                            | Departamento de Ginecología y Obstetricia        | Medicina y Cirugía                                                |
| Escuela de Medicina                            | Departamento de Medicina Física y Rehabilitación | Medicina y Cirugía                                                |
| Escuela de Medicina                            | Departamento Medicina Interna                    | Tecnología en Atención Prehospitalaria                            |
| Escuela de Medicina                            | Departamento de Pediatría                        | Tecnología en Atención Prehospitalaria                            |
| Escuela de Medicina                            | Departamento de Psiquiatría                      | Tecnología en Atención Prehospitalaria                            |
| Escuela de Medicina                            | Departamento de Medicina Familiar                | Tecnología en Atención Prehospitalaria                            |
| Escuela de Odontología                         | Escuela de Odontología                           | Odontología                                                       |
| Escuela de Odontología                         | Escuela de Odontología                           | Auxiliar en Salud Oral                                            |
| Escuela de Rehabilitación Humana               | Escuela de Rehabilitación Humana                 | Fisioterapia                                                      |
| Escuela de Rehabilitación Humana               | Escuela de Rehabilitación Humana                 | Fonoaudiología                                                    |
| Escuela de Rehabilitación Humana               | Escuela de Rehabilitación Humana                 | Terapia Ocupacional                                               |
| Escuela de Rehabilitación Humana               | Escuela de Rehabilitación Humana                 | Interpretación para Sordos y Guía-Interpretación para Sordociegos |
| Escuela de Ciencias Básicas                    | Departamento de Ciencias Fisiológicas            | Sin programas de pregrado                                         |
| Escuela de Ciencias Básicas                    | Departamento de Morfología                       | Sin programas de pregrado                                         |
| Escuela de Ciencias Básicas                    | Departamento de Microbiología                    | Sin programas de pregrado                                         |
| Escuela de Salud Pública                       |                                                  | Sin programas de pregrado                                         |

| Escuela/Departamento                            | Programas                                          |
| ----------------------------------------------- | -------------------------------------------------- |
| Departamento de Administración y Organizaciones | Administración de Empresas                         |
| Departamento de Administración y Organizaciones | Administración Pública                             |
| Departamento de Administración y Organizaciones | Administración Turística                           |
| Departamento de Administración y Organizaciones | Comercio Exterior                                  |
| Departamento de Administración y Organizaciones | Gestión del Emprendimiento y la Innovación         |
| Departamento de Administración y Organizaciones | Tecnología en Gestión Portuaria                    |
| Departamento de Administración y Organizaciones | Tecnología en Gestión de Organizaciones Turísticas |
| Departamento de Contabilidad y Finanzas         | Contaduría Pública                                 |
| Departamento de Contabilidad y Finanzas         | Finanzas y Banca                                   |

### Sedes regionales
La Universidad del Valle cuenta con nueve sedes regionales en el departamento del Valle del Cauca y una en el norte del departamento del Cauca, las cuales son:
- Buga
- Caicedonia
- Cartago
- Norte del Cauca: Santander de Quilichao
- Pacífico: Buenaventura
- Palmira
- Tuluá
- Yumbo
- Zarzal

## Posgrados
La universidad cuenta con una amplia oferta de posgrados en todas las áreas del conocimiento:
| Especializaciones | Especialización en Paisajismo                                              |
| Especializaciones | Especialización en Mantenimiento y Conservación de Edificaciones           |
| Especializaciones | Especialización en Administración y Desarrollo Inmobiliario                |
| Especializaciones | Especialización en Administración de Empresas de la Construcción           |
| Maestrías         | Maestría en Creación y Dirección Escénica                                  |
| Maestrías         | Maestría en Culturas Audiovisuales                                         |
| Maestrías         | Maestría en Música                                                         |
| Maestrías         | Maestría en Arquitectura y Urbanismo                                       |
| Maestrías         | Maestría en Internacionalización de Empresas del Sector de la Construcción |
| Maestrías         | Maestría en Valoración y Tasación de Bienes                                |
| Doctorados        | Doctorado en Gestión Urbana y del Territorio                               |

| Maestrías  | Maestría en Biotecnología                           |
| Maestrías  | Maestría en Ciencias Biología                       |
| Maestrías  | Maestría en Ciencias Física                         |
| Maestrías  | Maestría en Ciencias Matemáticas                    |
| Maestrías  | Maestría en Ciencias Química                        |
| Maestrías  | Maestría en Gestión de la Calidad para Laboratorios |
| Doctorados | Doctorado en Bioingeniería                          |
| Doctorados | Doctorado en Ciencias Ambientales                   |
| Doctorados | Doctorado en Ciencias Biología                      |
| Doctorados | Doctorado en Ciencias del Mar                       |
| Doctorados | Doctorado en Ciencias Física                        |
| Doctorados | Doctorado en Ciencias Matemáticas                   |
| Doctorados | Doctorado en Ciencias Química                       |

| Especializaciones | Especialización en Procesos de Intervención Social |
| Maestrías         | Maestría en Sociología                             |
| Maestrías         | Maestría en Economía Aplicada                      |
| Doctorados        | Doctorado en Sociología                            |
| Doctorados        | Doctorado en Economía Aplicada                     |

| Especializaciones | Especialización en Intervención Social Comunitaria       |
| Maestrías         | Maestría en Estudios Interlingüísticos e Interculturales |
| Maestrías         | Maestría en Lingüística y Español                        |
| Maestrías         | Maestría en Literatura Colombiana y Latinoamericana      |
| Maestrías         | Maestría en Didáctica de la Literatura                   |
| Maestrías         | Maestría en Intervención Social                          |
| Maestrías         | Maestría en Geografía                                    |
| Maestrías         | Maestría en Historia                                     |
| Maestrías         | Maestría en Filosofía                                    |
| Doctorados        | Doctorado en Humanidades                                 |
| Doctorados        | Doctorado en Filosofía                                   |
| Doctorados        | Doctorado en Estudios para la Paz                        |

| Especializaciones | Especialización en Automatización Industrial                                    |
| Especializaciones | Especialización en Sistemas de Transmisión y Distribución de Energía Eléctrica  |
| Especializaciones | Especialización en Geotecnia                                                    |
| Especializaciones | Especialización en Estructuras                                                  |
| Especializaciones | Especialización en Geomática                                                    |
| Especializaciones | Especialización en Estadística Aplicada                                         |
| Especializaciones | Especialización en Redes de Comunicación                                        |
| Maestrías         | Maestría en Ingeniería                                                          |
| Maestrías         | Maestría en Ingeniería de Procesos Industriales Sostenibles                     |
| Maestrías         | Maestría en Gestión Integrada de los Recursos Hídricos                          |
| Maestrías         | Maestría en Logística y Gestión de Cadenas de Abastecimiento                    |
| Maestrías         | Maestría en Analítica e Inteligencia de Negocios                                |
| Maestrías         | Maestría en Estadística                                                         |
| Maestrías         | Maestría en Gestión de Activos y Mantenimiento                                  |
| Maestrías         | Maestría Virtual en Computación para el Desarrollo de Aplicaciones Inteligentes |
| Maestrías         | Maestría en Redes de Comunicación                                               |
| Maestrías         | Maestría en Ingeniería Civil                                                    |
| Maestrías         | Maestría en Ingeniería de Alimentos                                             |
| Doctorados        | Doctorado en Ingeniería                                                         |
| Doctorados        | Doctorado en Ingeniería Eléctrica y Electrónica                                 |
| Doctorados        | Doctorado en Mecánica Aplicada                                                  |
| Doctorados        | Doctorado en Ingeniería Mecánica                                                |
| Doctorados        | Doctorado en Bioingeniería                                                      |

| Maestrías  | Maestría en Educación  |
| Doctorados | Doctorado en Educación |

| Maestrías  | Maestría en Psicología  |
| Doctorados | Doctorado en Psicología |

| Especializaciones Clínicas | Especialización en Enfermería en Cuidado Crítico del Adulto                    |
| Especializaciones Clínicas | Especialización en Enfermería en Cuidado Crítico Pediátrico                    |
| Especializaciones Clínicas | Especialización en Enfermería en Cuidado a las Personas con Heridas y Ostomías |
| Especializaciones Clínicas | Especialización en Enfermería Materno Perinatal                                |
| Especializaciones Clínicas | Especialización en Enfermería Nefrológica                                      |
| Especializaciones Clínicas | Especialización en Enfermería Neonatal                                         |
| Especializaciones Clínicas | Especialización en Enfermería Oncológica                                       |
| Especializaciones Clínicas | Especialización en Patología                                                   |
| Especializaciones Clínicas | Especialización en Anestesiología                                              |
| Especializaciones Clínicas | Especialización en Cardiología                                                 |
| Especializaciones Clínicas | Especialización en Cirugía de Trauma y Emergencias                             |
| Especializaciones Clínicas | Especialización en Cirugía General                                             |
| Especializaciones Clínicas | Especialización en Cirugía Oncológica                                          |
| Especializaciones Clínicas | Especialización en Cirugía Pediátrica                                          |
| Especializaciones Clínicas | Especialización en Cirugía Plástica: Reconstructiva y Estética                 |
| Especializaciones Clínicas | Especialización en Dermatología                                                |
| Especializaciones Clínicas | Especialización en Geriatría                                                   |
| Especializaciones Clínicas | Especialización en Ginecología y Obstetricia                                   |
| Especializaciones Clínicas | Especialización en Infectología Pediátrica                                     |
| Especializaciones Clínicas | Especialización en Medicina Crítica y Cuidado Intensivo                        |
| Especializaciones Clínicas | Especialización en Medicina Familiar                                           |
| Especializaciones Clínicas | Especialización en Medicina Física y Rehabilitación                            |
| Especializaciones Clínicas | Especialización en Medicina Interna                                            |
| Especializaciones Clínicas | Especialización en Medicina Reproductiva                                       |
| Especializaciones Clínicas | Especialización en Nefrología                                                  |
| Especializaciones Clínicas | Especialización en Neonatología                                                |
| Especializaciones Clínicas | Especialización en Neurocirugía                                                |
| Especializaciones Clínicas | Especialización en Neurología Clínica                                          |
| Especializaciones Clínicas | Especialización en Oftalmología                                                |
| Especializaciones Clínicas | Especialización en Ortopedia y Traumatología                                   |
| Especializaciones Clínicas | Especialización en Otorrinolaringología                                        |
| Especializaciones Clínicas | Especialización en Otología y Neurotología                                     |
| Especializaciones Clínicas | Especialización en Pediatría                                                   |
| Especializaciones Clínicas | Especialización en Psiquiatría                                                 |
| Especializaciones Clínicas | Especialización en Radiología e Imágenes Diagnósticas                          |
| Especializaciones Clínicas | Especialización en Urología                                                    |
| Especializaciones Clínicas | Especialización en Cirugía Oral y Maxilofacial                                 |
| Especializaciones Clínicas | Especialización en Endodoncia                                                  |
| Especializaciones Clínicas | Especialización en Odontología Pediátrica y Ortopedia Maxilar                  |
| Especializaciones Clínicas | Especialización en Ortodoncia                                                  |
| Especializaciones Clínicas | Especialización en Periodoncia                                                 |
| Especializaciones Clínicas | Especialización en Rehabilitación Oral                                         |
| Especializaciones Clínicas | Especialización en Fisioterapia Cardiopulmonar                                 |
| Especializaciones Clínicas | Especialización en Auditoría en Salud                                          |
| Maestrías                  | Maestría en Administración de Salud                                            |
| Maestrías                  | Maestría en Ciencias Biomédicas                                                |
| Maestrías                  | Maestría en Ciencias Odontológicas                                             |
| Maestrías                  | Maestría en Enfermería                                                         |
| Maestrías                  | Maestría en Epidemiología                                                      |
| Maestrías                  | Maestría en Fisioterapia                                                       |
| Maestrías                  | Maestría en Salud Pública                                                      |
| Maestrías                  | Maestría en Salud Ocupacional                                                  |
| Maestrías                  | Maestría en Terapia Ocupacional                                                |
| Maestrías                  | Maestría en Gestión de la Calidad para Laboratorios                            |
| Doctorados                 | Doctorado en Ciencias Biomédicas                                               |
| Doctorados                 | Doctorado en Ergonomía                                                         |
| Doctorados                 | Doctorado en Salud                                                             |
| Doctorados                 | Doctorado en Bioingeniería                                                     |

| Especializaciones | Especialización en Alta Gerencia                                 |
| Especializaciones | Especialización en Calidad de la Gestión y Productividad         |
| Especializaciones | Especialización en Finanzas                                      |
| Especializaciones | Especialización en Gerencia de Marketing Estratégico             |
| Especializaciones | Especialización en Gerencia Pública                              |
| Especializaciones | Especialización en Gestión Tributaria                            |
| Maestrías         | Maestría en Administración                                       |
| Maestrías         | Maestría en Ciencias de la Organización                          |
| Maestrías         | Maestría en Políticas Públicas                                   |
| Maestrías         | Maestría en Contabilidad                                         |
| Maestrías         | Maestría en Comercio Internacional                               |
| Maestrías         | Maestría en Calidad para la Gestión de las Organizaciones        |
| Maestrías         | Maestría en Gerencia de Proyectos                                |
| Maestrías         | Maestría en Prospectiva e Innovación                             |
| Doctorados        | Doctorado en Administración                                      |
| Doctorados        | Doctorado en Gobierno, Política Pública y Administración Pública |

## Gobierno universitario
El gobierno universitario está constituido por:
1. El Consejo Superior.
2. El Rector.
3. El Consejo Académico.
4. Los Vicerrectores.
5. Los Consejos de Facultad.
6. Los Decanos.
7. Los Directores de Instituto.
8. Los Directores de Departamento, los Directores de Programas Académicos.

## Rectores
- Guillermo Murillo Vargas: 2023 - Actualmente
- Edgar Varela Barrios: 2015 - 2023
- Iván Enrique Ramos Calderón: 2003 - 2015
- Óscar Rojas Rentería: 1999-2003
- Emilio Aljure Nasser: 1998-1999
- Carlos Dulcey: 1998-1998
- Jaime Galarza Sanclemente: 1991-1998
- Harold José Rizo Otero: 1984-1991
- Rodrigo Guerrero Velasco: 1982-1984
- Julián Marín Ríos: 1982-1983
- Carlos Augusto Trujillo Padilla: 1980-1981
- Antonio Barberena Saavedra: 1979-1980
- Álvaro Escobar Navia: 1974-1979
- Alberto León Betancourt: 1972-1974
- Hugo Restrepo Ramírez: 1971-1972
- Alfonso Ocampo Londoño: 1966-1971
- Mario Carvajal: 1954-1966
- Jorge Vergara Delgado: 1952-1954
- Carlos Arturo Cabal: 1950-1952
- Hernán Cruz Riascos: 1949-1950
- Tulio Ramírez: 1945-1949

## Investigación
A escala nacional la Universidad del Valle es destacada como ente investigador. Muchos centros y grupos de investigación tienen una buena producción investigativa, no solo nacional sino internacional. Entre los más destacados podemos citar:
- CINARA: Instituto de Investigación y Desarrollo en Agua Potable, Saneamiento Básico y Conservación del Recurso Hídrico.
- Instituto de Inmunología.
- OSSO: Observatorio Sismológico del Suroccidente.
- Grupo de Investigación de la Contaminación Ambiental por Metales y Plaguicidas (GICAMP).
- Grupo de Investigación en Ciencias con Aplicaciones Tecnológicas (GI-CAT).
- Grupo de Investigación en Saneamiento Ambiental (GISAM).
- Grupo de Investigación en Conversión de Energía CONVERGÍA.
- Grupo de Investigación en Alta Tensión.
- Grupo de Investigación en Análisis Numérico, Optimización y Problemas Inversos (ANOPI).
- Grupo de Investigación en Aprendizaje, Enseñanza e Historia de las Matemáticas (AEHM).
- Grupo de Investigación en Biología Molecular y Ecogenética.
- Grupo de Investigación en Biología, Ecología y Evolución de Artrópodos.
- Grupo de Investigación en Control Inteligente (GICI).
- Grupo de Investigación en Compuestos Heterocíclicos.
- Grupo de Investigación Derecho, Sociedad y Estado (GIDSE).
- Grupo de Investigación en Ecología de Arrecifes Coralinos.
- Grupo de Investigación en Ecuaciones Diferenciales Parciales y Geometría (EDPG).
- Grupo de Investigación en Elementos finitos (FEM).
- Grupo de Investigación en Entomología.
- Grupo de Investigación en Ecología Animal.
- Grupo de Investigación en Física Teórica del Estado Sólido.
- Grupo de Investigación en Genética Molecular Humana.
- Grupo de Investigación en Ingeniería de los Procesos Agroalimentarios y Biotecnológicos (GIPAB).
- Grupo de Investigación en Productos Naturales y Alimentos (GIPNA).
- Grupo de Investigación en Ingeniería Sísmica, Ingeniería Eólica y Estructuras Inteligentes (G-7).
- Grupo de Investigación en Materiales Compuestos (GMC).
- Grupo de Investigación Clínica en Psicología, Neuropsicología y Neuropsiquiatría (GICPNN).
- Grupo de Investigación en Percepción y Sistemas Inteligentes (PSI).
- Grupo de Investigación en Solvencia y Riesgo Financiero (GISYR).
- Grupo de Investigación Praxis en Filosofía Política.
- Grupo de Epidemiología y Salud Poblacional (GESP).
- Grupo de Nutrición ().
- Grupo de Películas Delgadas.
- Grupo de Óptica Cuántica.
- Grupo de Investigación De Gestión Integral en Ingeniería e Innovación.
- Grupo de Investigación en Logística y Producción.
- Recubrimientos Duros y Aplicaciones Industriales (RDAI).
- Calidad y Productividad en las Organizaciones.
- Contabilidad, Finanzas y Gestión Pública
- Gestión y Evaluación de Programas y Proyectos
- Gestión y Políticas Públicas.
- Humanismo y Gestión
- Negocios Internacionales y Comercio Exterior.
- Nuevo Pensamiento Administrativo.
- Participación Ciudadana y Mecanismos Contra la Corrupción.
- Previsión y Pensamiento Estratégico.
- Grupo de Investigación en Marketing.
- Generación de Valor Económico (GIGVE).
- Costeo Integral.
- Temas Contemporáneos en Contabilidad, Control, Gestión y Finanzas.
- Observatorio de Prospectiva Tecnológica Industrial para la Competitividad Regional OPTICOR.
- CIDSE: Centro de Investigación y Documentación Socioeconómica.
- CEIS: Centro de Estudio de Ingeniería Sanitaria.
- UVA: Centro de Estudio de Ingeniería de Alimentos.
- CIN: Centro de Estudio de Materiales.
- GEPU: Grupo Estudiantil y Profesional de Psicología Univalle (GEPU).

## Medios de comunicación

### Unidad de medios
La Unidad de Medios es una unidad de la Fundación General de Apoyo a la Universidad del Valle y esta a su vez se encuentra constituida por otras cuatro Unidades Estratégicas de Desarrollo. La Unidad de Medios se encuentra compuesta por tres medios masivos de comunicación de la Universidad del Valle, tales como la Emisora Univalle Estéreo 105.3, el Canal Universitario y la Productora UVTV.
Dichos medios fueron entregados mediante contratos de comodato por la Universidad a la Fundación para que ésta se encargue de su respectivo manejo administrativo y de producción. Actualmente la Unidad de Medios se dedica a la producción y emisión de programas de radio y televisión.
- El Canal universitario de la Universidad del Valle es un canal local de televisión de señal abierta que cubre la ciudad de Cali y su área metropolitana, lo cual significa que su transmisión llega a más de 2 601 052 habitantes. Tiene como objetivo llenar las necesidades culturales, educativas y de entretenimiento de los telespectadores, generando opciones para atender las necesidades audiovisuales y temáticas inexistentes en los actuales canales de televisión. Con un nivel técnico y de producción diferente, el Canal Universitario se proyecta como un medio donde la sociedad, se ve reflejada como cultura y foco de desarrollo de la ciudad, mediante programas diseñados con un eje de realización atractivo, novedoso y creativo.

- Univalle Estéreo es la estación radial oficial de la Universidad, se sintoniza en 105.3 FM. La emisora comenzó sus transmisiones oficialmente el 1 de agosto de 1995 desde sus instalaciones en el Campus ubicado en la Ciudad Universitaria de Meléndez, al sur de Santiago de Cali. El transmisor ubicado en el cerro de las Tres Cruces (uno de los cerros más emblemáticos de Cali), permite a la emisora cubrir todo el valle geográfico del río Cauca, entre Popayán al sur y Zarzal al norte. Además, la señal también puede ser captada en Internet, permitiendo llegar a todo el mundo en formatos Real Audio, Ogg Vorbis e iTunes.

- Universidad del Valle Televisión (UVTV) es la productora de televisión oficial de la Universidad, creada en 1988; cuenta con reconocimiento en el ámbito nacional por la calidad general de sus propuestas, lo relacionado con el manejo narrativo, la estética, la profundidad de sus contenidos y su buena producción audiovisual. Su desempeño le ha significado importantes trabajos en diversos ámbitos y múltiples reconocimientos y premios a nivel regional, nacional e internacional. La productora UVTV ha incursionado en varios géneros audiovisuales y en la actualidad realiza y emite programas de televisión por el canal Regional Telepacífico, Señal Colombia y RTVC. De igual manera, produce y diseña videos institucionales y comerciales de televisión.

### Programa Editorial de la Universidad del Valle

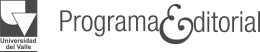
Logo del programa editorial

El programa editorial de la Universidad del Valle tiene como Misión la difusión del conocimiento a través de la publicación de libros, revistas especializadas, grabaciones, materiales audiovisuales y multimedia.

#### Sistema de revistas de la Universidad del Valle
Es el conjunto de revistas científicas especializadas editadas por el sistema de revisión por pares y financiadas por la Universidad del Valle. Cada una de ellas sirve a la difusión del conocimiento con acceso libre. Las revistas científicas que pertenecen al Sistema de Revistas de la Universidad del Valle son:
| Revista                                                      | ISSN                  | Área del conocimiento                                                                      | Indexación |
| ------------------------------------------------------------ | --------------------- | ------------------------------------------------------------------------------------------ | --- |
| Boletín del Museo de Entomología de la Universidad del Valle | 1909-2822             | Entomología                                                                                | BIOSIS, DOAJ, Cabi, Zoobank |
| Colombia Médica                                              | 1657-9534             | Medicina, Salud Pública, Atención Primaria en Salud                                        | PubMed, Scopus, Embase, Redalyc, ScieLO; Science Citation Index                                                                                                 |
| Cuadernos de Administración                                  | 0120-4645             | Ciencias de la Administración                                                              | DIALNET, DOAJ, Fuente Académica, Informe Académico, Latindex, Publindex, Red ALyC, SciELO                                                                       |
| Entorno Geográfico                                           | 2382-3518             | Geografía                                                                                  | CLASE, QUALIS, DOAJ, Publindex, EBSCO |
| Estomatología                                                | 2248-7220             | Odontología                                                                                | DOAJ |
| Gastrohnup                                                   | 0124-3691             | Pediatría, Gastroenterología                                                               | Imbiomed, Publindex, Latindex |
| Heurística                                                   | 2422-5177             | Estadística e Ingeniería Industrial                                                        | DOAJ |
| Historia y Espacio                                           | 0120-4661             | Historia e Historiografía                                                                  | Clase, DIALNET, Informe Académico, Latindex, OEI-CREDI, Publindex                                                                                               |
| Ingeniería y Competitividad                                  | 0123-3033             | Ingenierías                                                                                | Academic Search Complete, Chemical Abstracts, Fuente Académica, Informe Académico, INSPEC (The Institution of Electrical Engineers) Latindex, ScieLO, Publindex |
| La Manzana de la Discordia                                   | 1900-7922             | Estudios de Género                                                                         | DOAJ, Latindex, Publindex |
| Lenguaje                                                     | 0120-3479             | Ciencias del Lenguaje                                                                      | Clase, Informe Académico, Latindex, MLA International Bibliography, CSA, Ulrich's Periodicals Directory, Linguistics and Language Behavior Abstracts Publindex  |
| Nexus Comunicación                                           | 1900-9909             | Comunicación Social                                                                        | Ulrich's Periodicals Directory, Publindex, Latindex |
| Praxis Filosófica                                            | 0120-4688             | Filosofía                                                                                  | Informe Académico, Latindex, Red ALyC, SciELO |
| Prospectiva                                                  | 0122-1213             | Trabajo Social                                                                             | DOAJ, Latindex, Publindex |
| Revista de Psicología GEPU                                   | 2145-6569             | Psicología, Salud Pública, Salud Mental                                                    | Imbiomed, Index Copernicus, Dialnet, Redalyc, Fuente Académica Premier EBSCO E-Revistas                                                                         |
| Revista de Ciencias                                          | 2248-4000             | Astronomía, Biología, Biotecnología, Física, Geología, Matemáticas, Química y otras afines | DOAJ, Latindex, Publindex, Ulrich's Periodicals Directory |
| Sociedad y Economía                                          | 1657-6357             | Economía, Sociología y Ciencias Sociales                                                   | Public Administration Abstracts and Index of Articles, Red ALyC, DOAJ, Latindex, Publindex, Ulrich's Periodicals Directory                                      |
| Poligramas                                                   | 0120-4130 / 2590-9207 | Literatura, Crítica e Historia, Literatura latinoamericana, Literatura Colombiana          | Redib, Doaj, Dialnet, Redalyc, EBSCO, ULRICHSWEB, Journal Tocs, Gale, Miar, Latindex, Universidad del Valle Biblioteca Digital                                  |

#### Revistas de divulgación
- Entreartes: Publica temas de interés en Arte, Cultura y Sociedad. Es editada por la Facultad de Artes Integradas de la Universidad del Valle con la participación de profesores de la Universidad del Valle y de otros centros de educación superior del país y el exterior.
- Entrelibros: Es la publicación de divulgación del Programa Editorial de la Universidad del Valle donde se reseñan los libros y revistas editados por el programa y publica artículos de interés respecto a las principales ferias del libro y tendencias en tecnología para la lectura.

#### Periódicos
La Universidad cuenta con varios periódicos de larga trayectoria en la vida universitaria, los cuales son:
- La Palabra es el periódico cultural de la Universidad del Valle; es una publicación mensual y comenzó a circular el 1 de noviembre de 1991 y desde entonces se ha convertido en un medio emblemático para la difusión de la cultura tanto en la ciudad de Cali, en la región y, por supuesto, en la Universidad. Todos los géneros del periodismo se han cultivado en el periódico, en particular la crónica y el reportaje con personajes destacados del ámbito nacional e internacional.
Desde el 2000, en el último lunes de cada mes su circulación va junto al diario El País, permitiendo que una tirada de cincuenta mil ejemplares de La Palabra llegue a todo el Valle del Cauca y a las principales ciudades colombianas, incluida Bogotá. Además, el periódico cuenta con la edición electrónica lo que le facilita llegar a miles de lectores en todo el mundo.

## Entidades asociadas

### Hospital Universitario del Valle
El Hospital Universitario del Valle "Evaristo García" y la Universidad del Valle por medio de la Facultad de Salud (con sus siete Escuelas de Ciencias Básicas, Bacteriología y Laboratorio Clínico, Enfermería, Medicina, Salud Pública, Rehabilitación Humana y Odontología), cuentan con un fructífero acuerdo para la formación universitaria y la investigación.
El Hospital es una entidad pública (Empresa Social del Estado) descentralizada del orden Departamental adscrita a la Secretaría de Salud del Valle del Cauca, presta servicios de salud con énfasis en la atención del paciente de alta complejidad, y es una de las instituciones de salud más grandes e importantes del suroccidente colombiano.
Como Hospital Universitario, participa en la formación, desarrollo y actualización del Talento Humano en la modalidad formal y no formal en el marco de los convenios docencia-servicio, con instituciones educativas nacionales e internacionales.

### Canal Universitario Nacional
El Canal Universitario Nacional más conocido bajo su marca Zoom, es un canal de televisión de transmisión vía satélite de Colombia; es una entidad de participación mixta, sin ánimo de lucro, creado en 2008, especializado en el público universitario y con sede en la ciudad de Bogotá. Cincuenta y cinco Universidades (incluida Univalle) son miembros fundadores afiliados al Canal, e igualmente el Ministerio de Educación Nacional y la Comisión Nacional de Televisión -Cntv- forman parte del proyecto. Como su señal es satelital cubre todo el territorio nacional y puede ser captada por cualquier operador de televisión por suscripción sin ningún costo.
El Canal tiene como objetivo la realización y transmisión de programas de televisión de interés público, de carácter educativo, científico, social y cultural; el desarrollo de procesos de formación de los ciudadanos; la promoción de las labores docentes y académicas, y los procesos de apropiación social de los hallazgos, resultados y aplicaciones de la Ciencia y la Tecnología; el desarrollo de la docencia, la investigación y la extensión social que realizan las universidades públicas y privadas del país, y la divulgación de las manifestaciones culturales de la nación.

## Bibliotecas y Centros de Documentación
- Biblioteca Central Mario Carvajal: biblioteca más grande del suroccidente colombiano.
- Biblioteca Álvaro López Toro: biblioteca especializada del Departamento de Matemáticas de la Facultad de Ciencias Naturales y Exactas.
- CENDOPU: Centro de documentación adscrito al Instituto de Educación y Pedagogía.
- CENDOFI: Centro de documentación y apoyo académico al Departamento de Filosofía.

## En el deporte
En la temporada de la Primera B 1998 la Universidad compitió a nivel profesional bajo las órdenes del entrenador Hernán Darío "Arriero" Herrera y con jugadores como Checho Angulo, Luis Omar Valencia, Wilmer Díaz entre otros.

## Personas destacadas
- Mabel Gisela Torres. Licenciada en biología y científica egresada  de la Universidad del Valle. Actualmente está a cargo del Ministerio de Ciencias en Colombia.
- Antonio Navarro Wolff. Ingeniero Sanitario de la Universidad del Valle. Fue profesor y director del Plan de Estudios de Ingeniería Sanitaria en la misma universidad. Político y exlíder guerrillero del M19.
- César Augusto Acevedo. Comunicador Social de la Universidad del Valle. Dirigió la película La Tierra y la Sombra, con la que obtuvo la Camera d’Or en el Festival de Cannes.
- Claudia Blum. Psicóloga de la Universidad del Valle. Senadora, Ministra de Relaciones Exteriores y representante Permanente de Colombia ante las Naciones Unidas en Nueva York.
- Estanislao Zuleta. Filósofo y escritor. Fue profesor titular del Departamento de Letras de la Facultad de Humanidades de la Universidad del Valle. En 1980 esta universidad le confiere el doctorado honoris causa en Psicología.
- Germán Colmenares. Historiador. Fue profesor titular del Departamento de Historia, y decano en varias ocasiones de la División de Humanidades de la Universidad del Valle. Miembro de número de la Academia Colombiana de Ciencias Económicas.
- Gustavo Álvarez Gardeazábal Licenciado en Letras de la Universidad del Valle. Escritor y exgobernador del Departamento del Valle del Cauca.
- José Fernando Escobar. Matemático de la Universidad del Valle. Fue profesor del Departamento de Matemáticas de la Universidad de Cornell.
- Julio Ríos Gallego. Ingeniero Civil de la Universidad del Valle. Conocido como Julioprofe, es un referente mundial y un personaje destacado dentro de la comunidad estudiantil por su labor educativa como profesor tutor a través de su canal de YouTube julioprofe y su página web del mismo nombre, donde tiene almacenados por categorías vídeos de: Matemáticas Básicas, Álgebra, Geometría, Trigonometría, Geometría Analítica, Cálculo, Álgebra lineal, Matemáticas Superiores y Física.
- Sabas Pretelt de la Vega. Economista de la Universidad del Valle y Magíster en Administración de Empresas y Administración Industrial de la misma Universidad. Exministro del Interior y de Justicia, y exembajador de Colombia en Italia.
- Reinaldo Rueda. Licenciado en Educación Física y Salud de la Universidad del Valle. Técnico de fútbol, ha dirigido las selecciones nacionales de Colombia, Honduras, Ecuador y Chile.
- Sócrates Herrera. Profesor de la Facultad de Medicina y Director del Instituto de Inmunología de la Universidad del Valle.
- Raúl Cuero. Egresado del Departamento de Biología. Investigador distinguido en Biotecnología Microbiana Molecular de Praire View A&M University Texas en Estados Unidos y colaborador en la Agencia Espacial Norteamericana (NASA).
- Nubia Muñoz Calero. Médico y Especialista en Patología de la Universidad del Valle. Investigadora en epidemiología del virus del papiloma Humano y el cáncer de cuello uterino.[27] Sus trabajos fueron el comienzo de la vacuna contra VPH.[28]
- Andrés Caicedo. Escritor Colombiano, autor de la novela ¡Que viva la música! Ingresó en 1968 al Departamento de Teatro de la Universidad del Valle, en 1969 es premiado en el concurso de cuento de la Universidad del Valle por su relato Berenice. Abandona la institución en 1971.
- Pelayo Correa. Patólogo Colombiano, que se desempeñó como profesor de la facultad de la Facultad de Medicina de la Universidad de Valle en Cali en 1954 hasta 1970. Fundó el Registro Poblacional de Cáncer de Cali (RPCC), el registro de base poblacional más importante en América Latina que ha servido como referencia a nivel mundial. Sus trabajos de investigación se han orientado a estudiar la etiología del cáncer gástrico, contribuyendo con la "Secuencia de Correa" sobre esta enfermedad.
- Rodrigo Guerrero Velasco. Médico y cirujano de la Universidad del Valle, doctor en epidemiología de la Universidad de Harvard. Ha sido rector de la Universidad del Valle y alcalde de la ciudad de Cali en 2 periodos (1992-1994 y 2012-2015). Ha utilizado el método epidemiológico para impactar en la violencia de la ciudad, labor que ha sido reconocida por la Organización Panamericana de la Salud.
- Édgar Revéiz. Arquitecto de la Universidad del Valle (1956-1961) con posgrado en desarrollo económico IEDES. Fue decano de la Facultad de Economía de la Universidad de los Andes (1978-1986). Es investigador emérito de Colciencias, 2016 “por haber fundado una reflexión interdisciplinaria sobre el territorio y su ordenamiento y haber desarrollado una visión del Estado en función de los mesocontratos, la Triple Sociedad y la corrupción y su importancia para las políticas públicas. Actual presidente de la Academia Colombiana de Ciencias Económicas.

## Galería

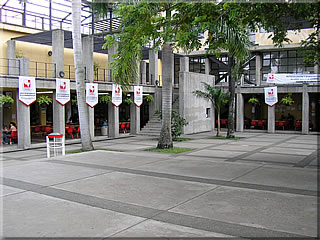
Facultad de Salud de La Universidad del Valle.
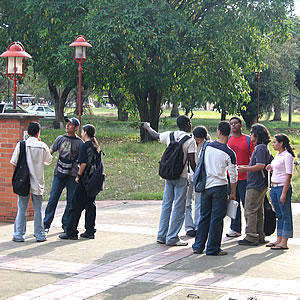
Facultad de Artes Integradas de La Universidad del Valle.
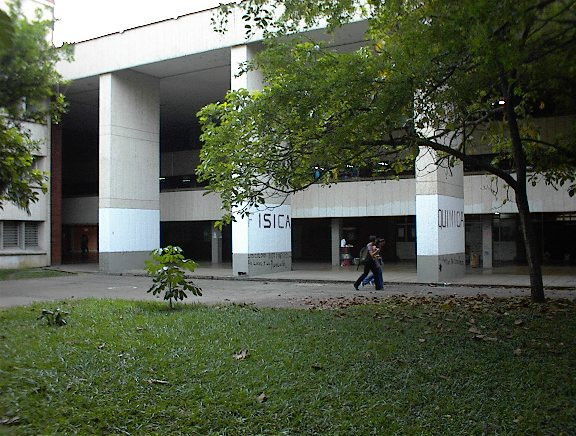
Facultad de Ciencias de la Universidad del Valle.
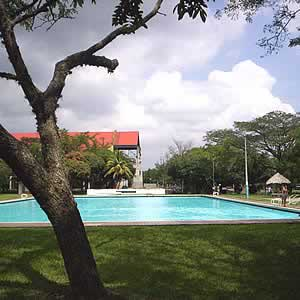
Piscina del Centro Deportivo Universitario (CDU) de la Universidad del Valle.
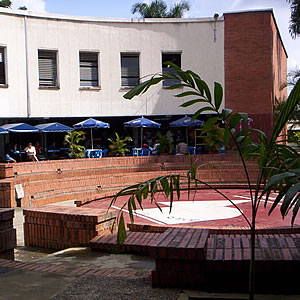
Plazoleta de Ingenierías de la Universidad del Valle.
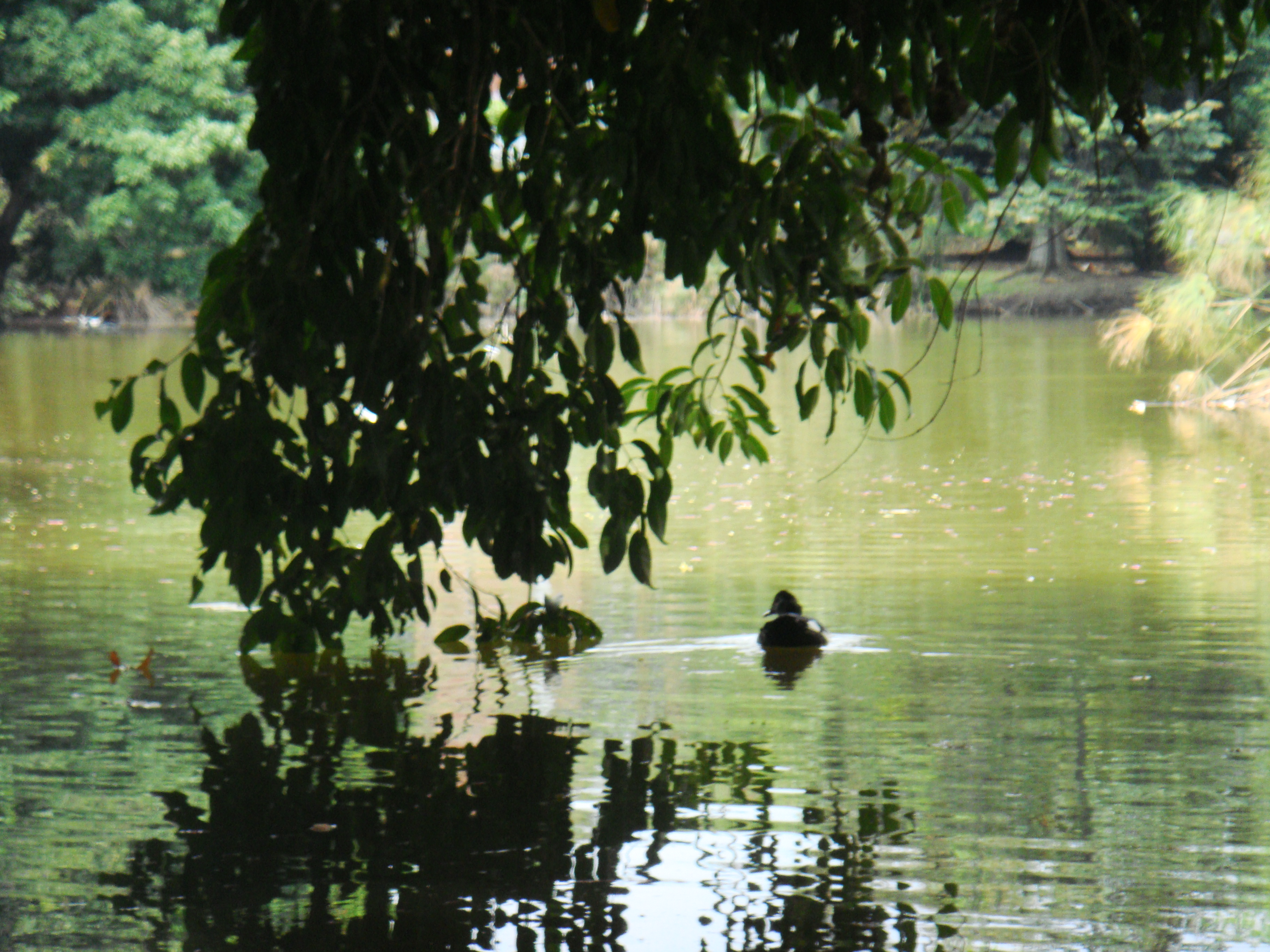
Pato en el lago de la Universidad del Valle.